# Čerenec
Čerenec je přírodní rezervace v oblasti Malé Karpaty.
Nachází se v okrese Piešťany v Trnavském kraji nedaleko města Vrbové. Území bylo vyhlášeno v roce 1984 na rozloze 1,50 ha. Ochranné pásmo nebylo stanoveno.